# ماسليوا
ماسليوا هي مدينة صحراوية في شعبية الواحات في منطقة برقة، في شمال شرق ليبيا.

## روابط خارجية
- خريطة القمر الصناعي في Maplandia.com